# Bartolomeo Platina

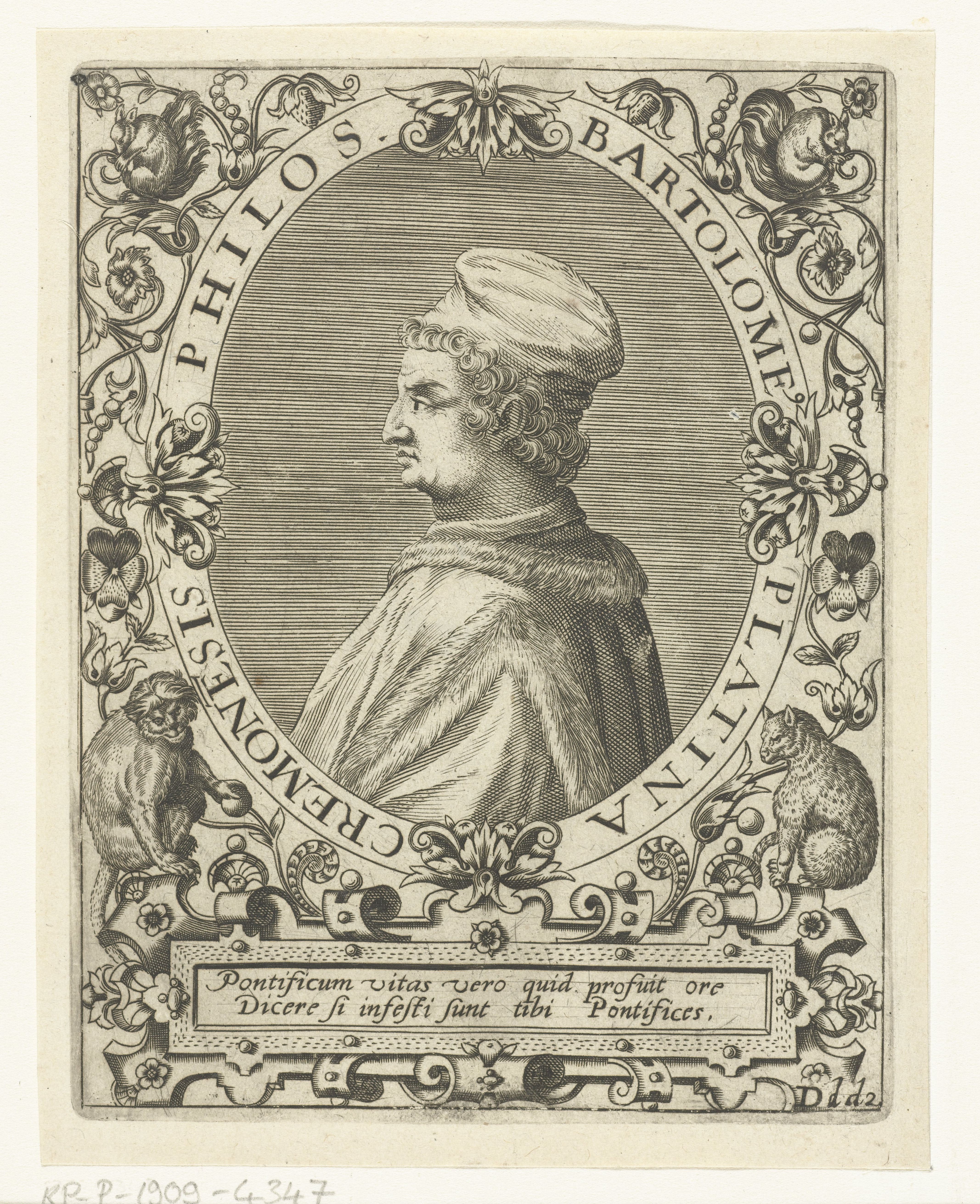
Retrato de Bartolomeo Platina. Gravura de Theodor de Bry de J.J. Boissard, Icones virorum illustrium doctrina & eruditione praestantium

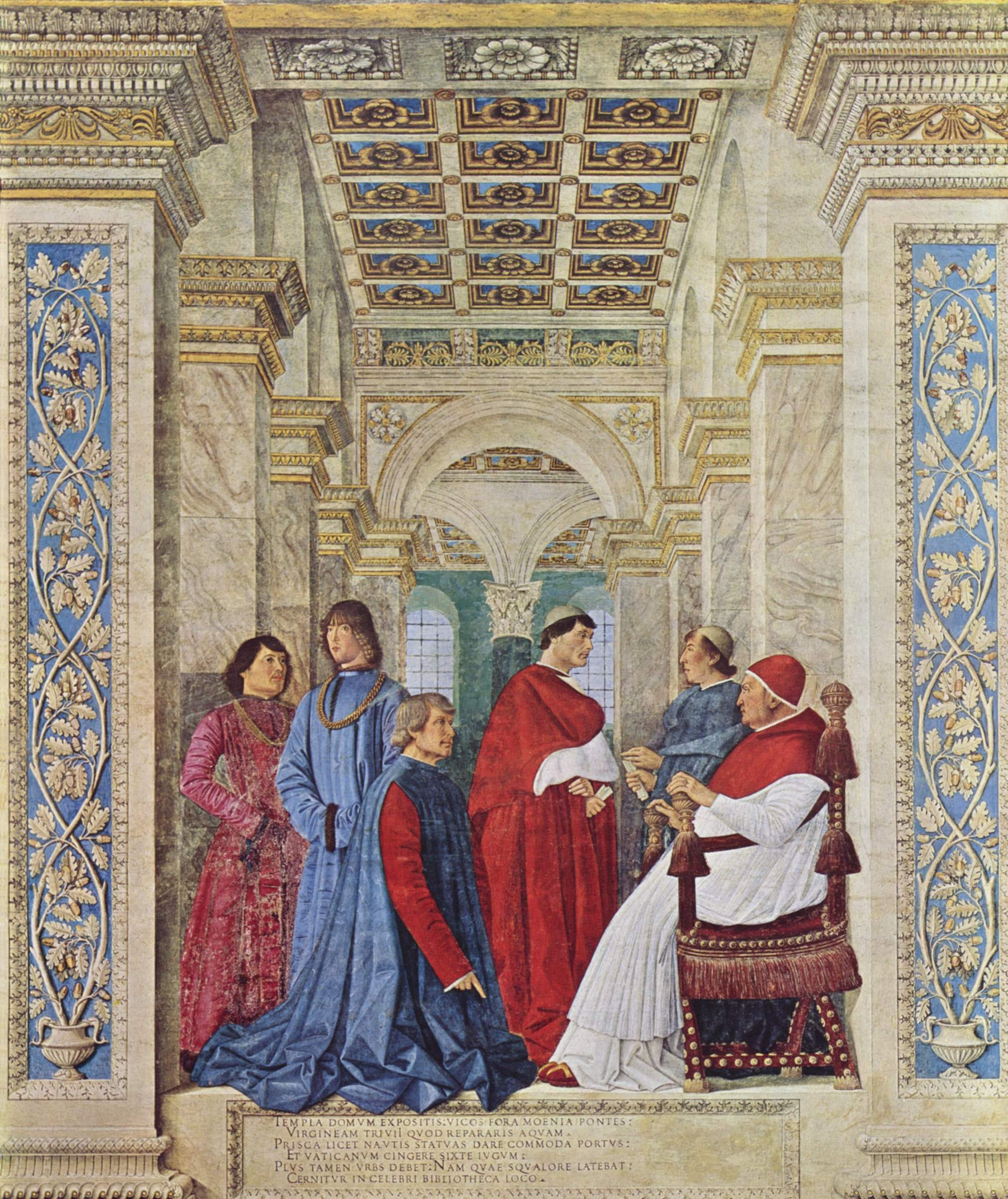
Papa Sisto IV nomeia prefeito de Platina da Biblioteca do Vaticano, afresco de Melozzo da Forlì, c. 1477 (Museus do Vaticano)

Bartolomeo Sacchi (1421 – 21 de setembro de 1481), conhecido como Platina (em italiano il Platina [il ˈplatina]) depois de seu local de nascimento (Piadena), e comumente referido em inglês como Bartolomeo Platina, foi um escritor e gastronomista italiano renascentista humanista.
Platina começou sua carreira como soldado empregado como condottieri, antes de ganhar o patrocínio de longo prazo dos Gonzagas, incluindo o jovem cardeal Francesco, para quem escreveu uma história familiar. Ele estudou com o filósofo humanista bizantino John Argyropulos em Florença, onde freqüentou outros colegas humanistas, bem como membros da família Medici governante.
Por volta de 1462 mudou-se com Francesco Gonzaga para Roma, onde comprou um posto como escritor papal sob o humanista Pio II (Enea Silvio Piccolomini) e tornou-se membro da Academia Romana influenciada pelo platonismo fundada por Julius Pomponius Laetus. A estreita convivência com o renomado chef Maestro Martino em Roma parece ter inspirado um tratado teórico sobre gastronomia italiana intitulado De honesta voluptate et valetudine ("Sobre prazer e saúde honrados"), que alcançou considerável popularidade e tem a distinção de ser considerado o primeiro livro de receitas impresso.
O emprego papal de Platina foi abruptamente reduzido com a chegada de um papa anti-humanista, Paulo II (Pietro Barbo), que prendeu o rebelde Platina no Castelo Sant'Angelo durante o inverno de 1464-65 como punição por suas reclamações. Em 1468 ele foi novamente confinado no Castelo Sant'Angelo por mais um ano, onde foi interrogado sob tortura, após acusações de uma suposta conspiração por membros da Academia Romana de Pomponio envolvendo planos para assassinar o papa.
As fortunas de Platina foram revividas pelo retorno ao poder do papa fortemente pró-humanista, Sisto IV (Francesco della Rovere), que em 1475 o nomeou bibliotecário do Vaticano — uma nomeação que foi retratada em um famoso afresco de Melozzo da Forlì. Ele recebeu o cargo depois de escrever uma história inovadora e influente da vida dos papas que dá amplo espaço à história romana e aos temas da Antiguidade, e conclui difamando o inimigo de Platina, Paulo II.

## Trabalhos publicados e inéditos
- Divi Ludovici Marchionis Mantuae somnium (ca. 1454–1456), ed. A. Portioli, Mantua 1887
- Oratio de laudibus illustris ac divi Ludovici Marchionis Mantuae (ca. 1457–1460), in F. Amadei, Cronaca universale della città di Mantova, ed. G. Amadei, E. Marani and G. Praticò, vol. II, Mantua 1955, pp. 226–234
- Vita Nerii Capponi (ca. 1457–1460), in Rerum Italicarum scriptores, vol. XX, Milan 1731, cols 478-516
- Vocabula Bucolicorum, Vocabula Georgicorum (ca. 1460–1461), MS Berlin, Staatsbibliothek, Lat. qu. 488, fols 58r-59v, 59v-65r
- Commentariolus de vita Victorini Feltrensis (ca. 1462–1465), in Il pensiero pedagogico dello Umanesimo, ed. E. Garin, Florence 1958, pp. 668–699
- Epitome ex primo [-XXXVII] C. Plinii Secundi libro De naturali historia (ca. 1462–1466), e.g. MS Siena, Biblioteca comunale, L.III.8, fols 73r-357v
- Oratio de laudibus bonarum artium (ca. 1463–1464), in T. A. Vairani, Cremonensium monumenta Romae extantia, vol. I, Rome 1778, pp. 109–118
- Vita Pii Pontificis Maximi (1464-1465), ed. G.C. Zimolo, in Rerum Italicarum scriptores, 2nd ser., vol. III.3, Bologna 1964, pp. 89–121
- Dialogus de falso ac vero bono, dedicated to Paul II (1464-1465), e.g. Milan, Biblioteca Trivulziana, Mss., 805
- Dialogus de flosculis quibusdam linguae Latinae (ca. 1465–1466), ed. P. A. Filelfo, Milan 1481
- Dialogus contra amores (de amore) (ca. 1465–1472), in Platina, Hystoria de vitis pontificum, Venice 1504, fols B8r-C5r (ed. L. Mitarotondo, doctoral thesis, Università di Messina, 2003)
- De honesta voluptate e valitudine (ca. 1466–1467), ed. E. Carnevale Schianca, Florence 2015
- Historia urbis Mantuae Gonziacaeque familiae (1466-1469), ed. P. Lambeck (1675), reprinted in Rerum Italicarum scriptores, XX, Milan 1731, cols 617-862
- Tractatus de laudibus pacis (1468), in W. Benziger, Zur Theorie von Krieg und Frieden in der italienischen Renaissance, Frankfurt a.M. 1996, part 2, pp. 1–21
- Oratio de pace Italiae confirmanda et bello Thurcis indicendo (1468), ed. Benziger, Zur Theorie, part 2, pp. 95–105
- Panegyricus in laudem amplissimi patris Bessarionis (1470), in Patrologia Graeca, vol. CLXI, 1866, cols CIII-CXVI
- De principe (1470), ed. G. Ferraù, Palermo 1979
- De falso et vero bono, dedicated to Sixtus IV (ca. 1471–1472), ed. M. G. Blasio, Rome 1999
- Liber de vita Christi ac omnium pontificum (ca. 1471–1475), first published Venice 1479; critical edition: G. Gaida, in Rerum Italicarum, scriptores, 2nd ser., vol. III.1, Città di Castello 1913–1932; Latin and English: Lives of the Popes, vol. I, ed. A. F. D’Elia, Cambridge (MA) 2008 (the other volumes are forthcoming); Latin edition of the Life of Paul II: Bartolomeo Platina. Paul II. An Intermediate Reader of Renaissance Latin, ed. Hendrickson et al. Oxford (OH) 2017
- De vera nobilitate (ca. 1472–1477), in Platina, Hystoria de vitis pontificum, Venice 1504, fols C5v-D3v
- De optimo cive (1474), ed. F. Battaglia, Bologna 1944
- A polemical treatise or letter against Battista de’ Giudici (1477); lost, but partly cited in the latter's reply in B. De’ Giudici, Apologia Iudaeorum; Invectiva contra Platinam, ed. D. Quaglioni, Rome 1987, pp. 94–127
- Plutarch, De ira sedanda, translated by Platina (ca. 1477), in Vairani, Cremonensium monumenta, pp. 119–135
- Vita amplissimi patris Ioannis Melini (ca. 1478), ed. M.G. Blasio, Roma 2014
- Liber privilegiorum (ca. 1476–1480), MS Archivio segreto Vaticano, A.A. Arm. I-XVIII, 1288-1290
- Letters: Platinae custodia detenti epistulae (1468–69), ed. Vairani, Cremonensium monumenta, pp. 29–66; critical edition: Lettere, ed. D. Vecchia, Rome 2017
- Book edited by Platina: Josephus, Historiarum libri numero VII, Rome 1475.

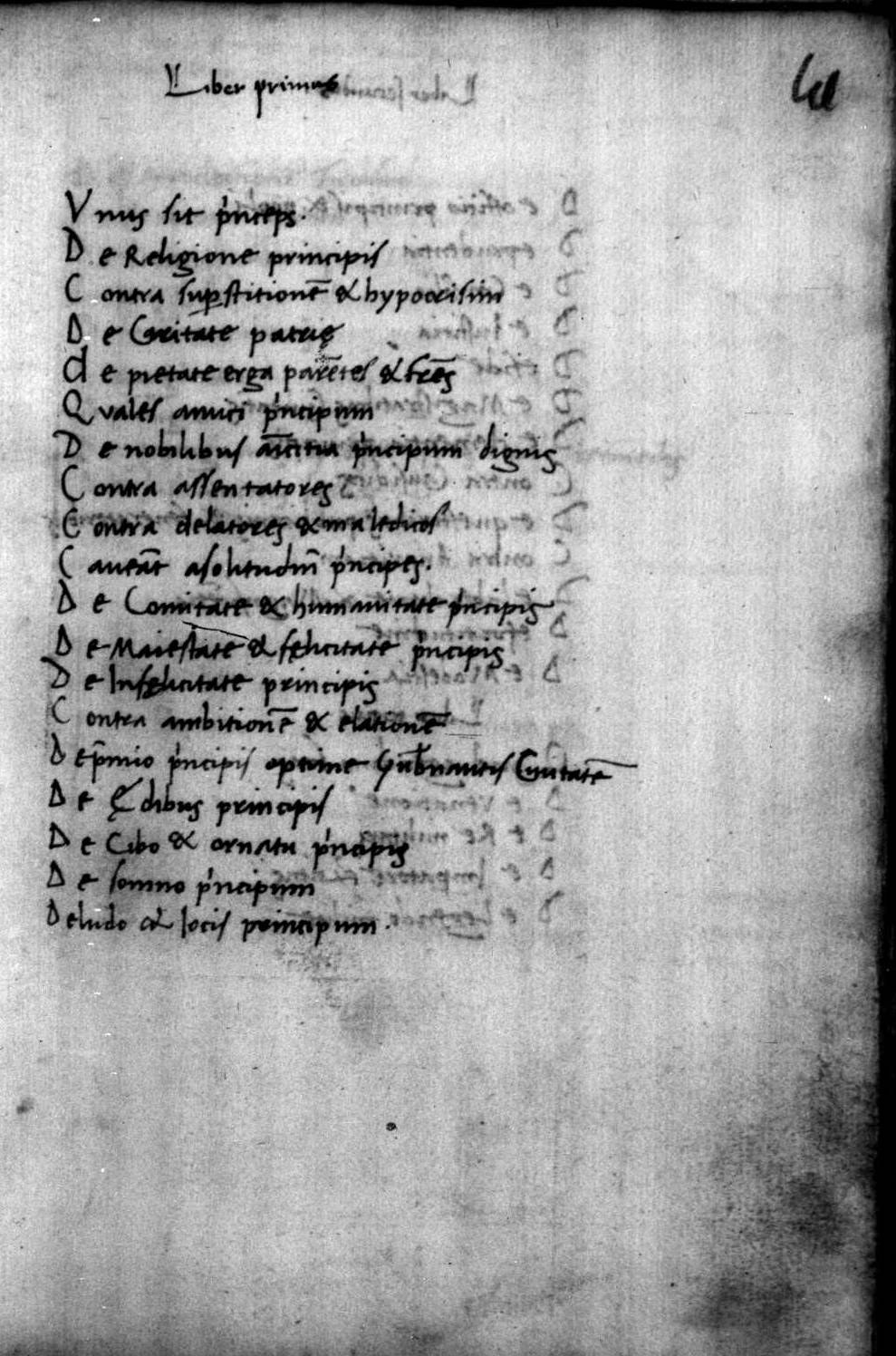
Libri Tres de Principe , manuscrito do século XV. Milão, Biblioteca Ambrosiana, Fondo manoscritti